# Лінійне письмо А

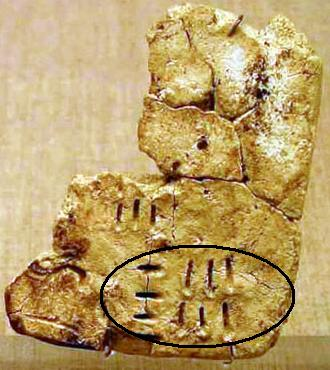
Табличка із написом лінійним письмом А

Лінійне письмо А (англ. Linear script A) — різновид критського письма. Розвинулося з критських ієрогліфів за рахунок спрощення їх форми і надалі співіснувало з ними.
Лінійне письмо А використовувалося в основному у канцелярських цілях. Переважна більшість написів нанесені на таблички з необпаленої глини, частина з яких збереглася завдяки тому, що була обпечена під час пожежі. Деякі написи нанесені чорнилом на посудинах та інших предметах. Форма знаків дозволяє припустити, що основним матеріалом для письма була не глина, а пергамент або подібний недовговічний матеріал.
Після вторгнення на Крит ахейців близько 16 століття до н. е. лінійне письмо А зникає, витіснене лінійним письмом Б. Тим не менше, три знаки на одному з критських написів 3 століття до н. е., виконаних грецьким алфавітом, можна ідентифікувати як знаки лінійного письма А i-pi-ti або i-ne-ti (і перший, і другий варіанти мають аналоги у написі, виконаному грецькими літерами).
Подальшим розвитком лінійного письма А є лінійне письмо Б, троянське письмо (відоме у двох написах, виявлених Генріхом Шліманом) і кіпро-мінойське письмо (сильно видозмінившись в порівнянні зі своїм попередником). Репертуар знаків лінійного письма А, різні варіанти написання одних і тих самих знаків встановлені завдяки колективним зусиллям низки вчених, серед яких були Емілія Массон, Джованні Пульєзе Каррателлі, Гюнтер Нойман, Джон Чедвік, Олів'є Массон, П'єро Меріджі і особливо Моріс Поуп. Завдяки подібності із лінійним письмом Б лінійне письмо А в основному дешифроване, однак мова написів — мінойська мова — лінійного письма А залишається незрозумілою.
Лінійне письмо А було відкрите Артуром Евансом наприкінці 19 століття. До 1920-х років було виявлено кілька сотень написів (частина загинула під час археологічних розкопок — глина, залита дощем, розм'якла). Найбільша кількість табличок із написами лінійним письмом А серед всіх інших археологічних експедицій на Криті була виявлена в Агіа-Тріада. Еванс навмисно затягував публікацію написів, маючи намір розшифрувати їх самостійно. Невелика кількість була опублікована в його працях «Scripta Minoa» і «The Palace of Minos» до початку Другої світової війни. Після того, як швед Йоханнес Сундвалл у порушення домовленості з Евансом опублікував кілька десятків написів, Еванс відмовив йому та іншим вченим надалі доступі до неопублікованих написів.

## Перелік знаків
| Линійне письмо A: перелік знаків та нумерація за Е. Беннетом. Читання знаків засновано на аналогах з Лінійного письма B. | Линійне письмо A: перелік знаків та нумерація за Е. Беннетом. Читання знаків засновано на аналогах з Лінійного письма B. | Линійне письмо A: перелік знаків та нумерація за Е. Беннетом. Читання знаків засновано на аналогах з Лінійного письма B. | Линійне письмо A: перелік знаків та нумерація за Е. Беннетом. Читання знаків засновано на аналогах з Лінійного письма B. | Линійне письмо A: перелік знаків та нумерація за Е. Беннетом. Читання знаків засновано на аналогах з Лінійного письма B. | Линійне письмо A: перелік знаків та нумерація за Е. Беннетом. Читання знаків засновано на аналогах з Лінійного письма B. | Линійне письмо A: перелік знаків та нумерація за Е. Беннетом. Читання знаків засновано на аналогах з Лінійного письма B. | Линійне письмо A: перелік знаків та нумерація за Е. Беннетом. Читання знаків засновано на аналогах з Лінійного письма B. | Линійне письмо A: перелік знаків та нумерація за Е. Беннетом. Читання знаків засновано на аналогах з Лінійного письма B. | Линійне письмо A: перелік знаків та нумерація за Е. Беннетом. Читання знаків засновано на аналогах з Лінійного письма B. | Линійне письмо A: перелік знаків та нумерація за Е. Беннетом. Читання знаків засновано на аналогах з Лінійного письма B. | Линійне письмо A: перелік знаків та нумерація за Е. Беннетом. Читання знаків засновано на аналогах з Лінійного письма B. |
| *01-*20 | *01-*20 | *21-*30 | *21-*30 | *31-*53 | *31-*53 | *54-*74 | *54-*74 | *76-*122 | *76-*122 | *123-*306 | *123-*306 |
| --- | --- | --- | --- | --- | --- | --- | --- | --- | --- | --- | --- |
| | DA *01 | | QI *21 | | SA *31 | | WA *54 | | *76 | | *123 |
| | RO *02 | | *21f | | *34 | | *55 | | KA *77 | | *131a |
| | PA *03 | | *21m | | TI *37 | | PA3 *56 | | QE *78 | | *131b |
| | TE *04 | | MI? *22 | | E *38 | | JA *57 | | WO2? *79 | | *131c |
| | *05 | | *22f | | PI *39 | | SU *58 | | MA *80 | | *164 |
| | NA *06 | | *22m | | WI *40 | | TA *59 | | KU *81 | | *171 |
| | DI *07 | | MU *23 | | SI *41 | | RA *60 | | *82 | | *180 |
| | A *08 | | *23m | | KE *44 | | O *61 | | *85 | | *188 |
| | S *09 | | NE *24 | | *45 | | JU *65 | | *86 | | *191 |
| | *10 | | RU *26 | | *46 | | TA2 *66 | | TWE *87 | | *301 |
| | *11 | | RE *27 | | *47 | | KI *67 | | *100/ *102 | | *302 |
| | ME *13 | | I *28 | | *49 | | TU *69 | | *118 | | *303 |
| | QA2 *16 | | *28b | | PU *50 | | *70 | | *120 | | *304 |
| | ZA *17 | | *29 | | DU *51 | | MI *73 | | *120b | | *305 |
| | ZO *20 | | NI *30 | | *53 | | ZE *74 | | *122 | | *306 |